# Motovun
Motovun (em italiano:  Montona ou Montona d'Istria) é uma cidade da Croácia, situada no condado da Ístria. Tem 32 km² de área e sua população em 2001 foi estimada em 983 habitantes.
É a cidade natal do ex-piloto Mario Andretti, campeão mundial de Fórmula 1 em 1978, e do editor e compositor renascentista Andrea Antico.